# JHVH

JHVH

A JHVH (vagy YHWH, héberül: יהוה), azaz az úgynevezett tetragrammaton (görögül τετραγράμματον – (a) négy betű) a négybetűs héber Istennév, Izrael Istenének az Ószövetségben található neve.
Az Ószövetségben JHVH Izráel választott népének megszabadítója, aki szövetséget kötött a pátriárkai ősatyákkal  és leszármazottjaikkal; egyben az egész világ Teremtője, megtartója, bírája és megváltója.
A név legalább 5410-szer szerepel a Bibliában (1419-szer a Tórában), de megtalálható a Biblián kívüli forrásokban, mint például a Mésa-sztélén vagy a qumráni kéziratokon is.

## Kiejtése
A JHVH eredeti kiejtése ismeretlen, mivel a zsidók az isteni nevet túl szentnek tartották ahhoz, hogy kimondják  és régóta tiltják a név hangos kimondását. Ezért a zsidóság hagyományosan nem ejti ki a tetragrammatont, hanem helyettesítő kifejezéseket használnak, úgymint Adonáj (Úr, Uram) vagy ha-Sém (a Név), melyeket Örökkévaló vagy Mindenható formában is fordítanak.
A kereszténységen belüli kiejtése(i) és/vagy fordításai világnézettől és felekezettől erősen függőek és ezek alapján is különülnek el. A magyar – nem zsidó – bibliafordításokban többnyire az Úr, Jahve, Jehova alak jellemző (a görög és latin fordítások nyomán). 
A bibliatudományban számos kísérlet volt a tetragrammaton helyes kiejtésének meghatározására. Az ókeresztény írók, mint például a 2. században Alexandriai Kelemen, a Jahve formát használták. Sok görög fordítás is jelezte, hogy a JHVH-t Jahve-nak kell ejteni. A reneszánsz és a reformáció után a keresztény bibliatudósok a Jehova kifejezést használták a JHVH-ra, a 19. század óta a legtöbb bibliatudós ismét a Jahve formát részesíti előnyben  és a teológiai irodalomban zömmel ez az alak terjedt el.

A tetragrammaton föníciai (hipotetikus), arámi és héber betűkkel

## Etimológia

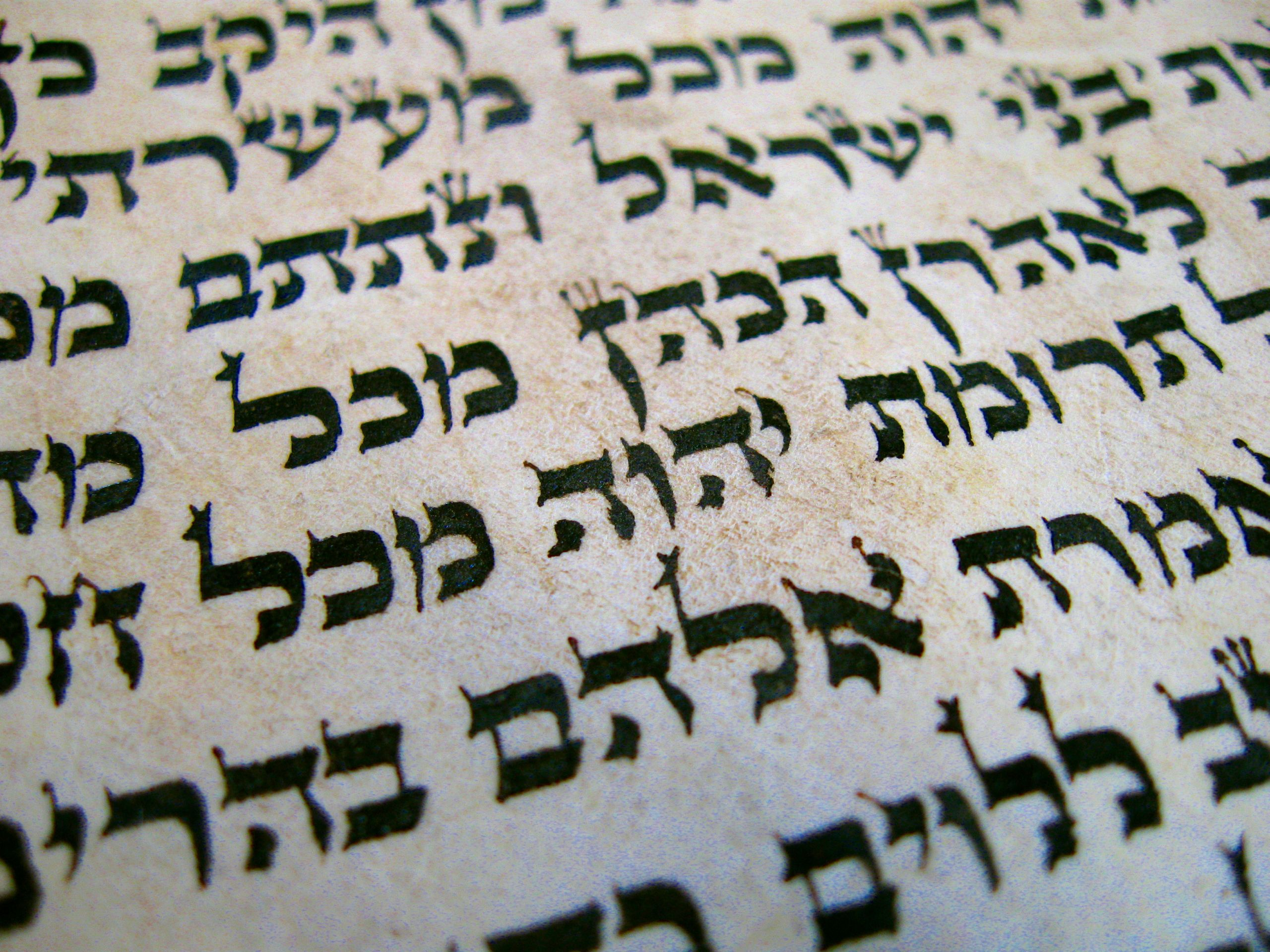
Tóratekercs, középen az Istennévvel

### A szó gyöke
A szó alapja a הוה hwh: הָוָה hává lenni, válni valamivé, megtörténni ige, mely a היה hyh: הָיָה hájá lenni, válni valamivé ritkább (régebbi) alakja. (Mindkét gyöknek van lenni, létezni jelentése is, de ez a klasszikus héberben mindig dinamikus történést takar, a statikus létezésre való szó a klasszikusból még hiányzik. Ezért, s mivel a legritkább esetben viselkedik kopulaként, ezt a jelentést a szótárak is csak a legvégén hozzák.)

### Pontozás 1: Jahve
A szó alakilag ige: imperfektum, azaz jelen-jövő idejű befejezetlen igealak, ezt a szó eleji -י j- egyes szám 3. személy hímnemű imperfektum előragról lehet tudni. A konkrét jahve forma qal (egyszerű aktív) vagy hifíl (kauzatív, tétető, műveltető aktív) alak – a kettő ugyanis alakilag egybeesik. Fordítása rendkívül körülményes (nem csak magyarra), ezért szokás általában körülírásokkal megoldani, amik azonban azt a veszélyt hordozzák magukban, hogy a szó más jelentéskörbe kerül át, illetve nem létező jelentéseket vesz fel.
- qal: יֵהְוֶה jahve – lesz, válik valamivé (az „eredeti” *יִהְוֶה *jihve alakból; az „i” a „h” miatt változik „a”-ra)
- hifíl: יֵהְוֶה jahve – teszi, hogy valami/valaki legyen, váljon valamivé, „történtet”

A valószínűsíthető (alap)jelentés a második.
A יהוה jhvh a hitpaél kivételével a többi igetörzsben is ragozható és értelmes jelentést ad ki, bár ezek nehezen visszaadhatók. 
- piél: יְהַוֶּה jəhavve (a qal intenzívuma) – kb. '
- nifal: יֵהָוֶה jéháve (a qal passzívuma) • pual: יְהֻוֶּה jəhuvve (a piél passzívuma) • hofal: יָהְוֶה johve (a hifíl passzívuma) – A passzív alakoknak erre a szóra nézve a héberben nincs értelme.

### Pontozás 2: Jehova

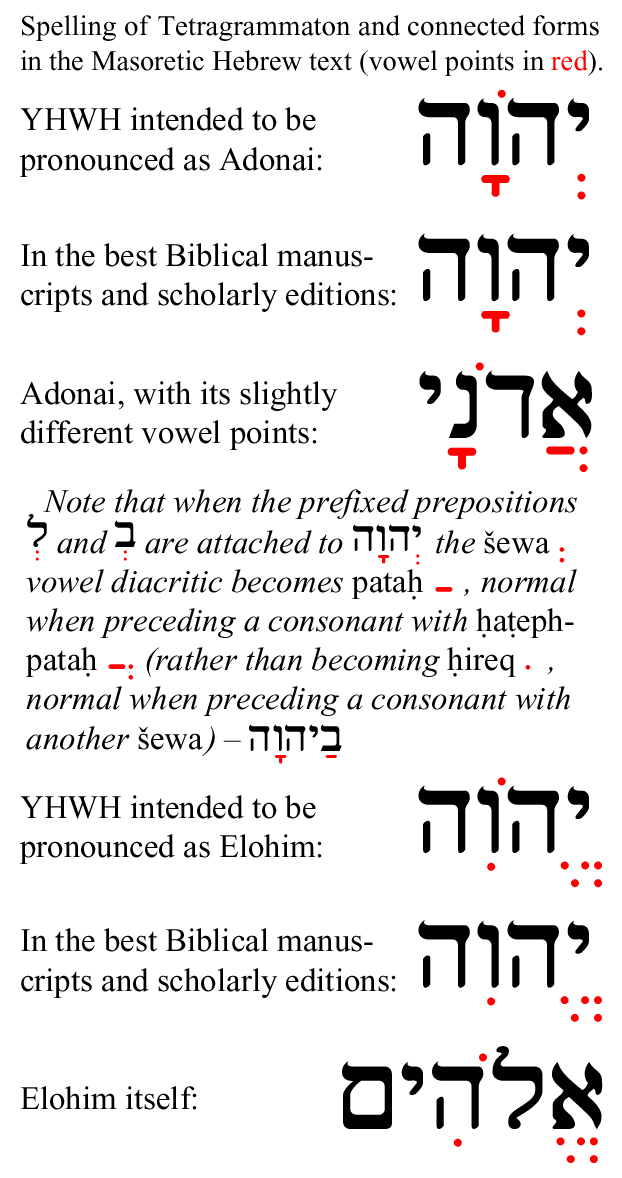
A JHVH pontozásai. Felül Adonáj (Úr), alul Elohím (Isten)

A Jehova (יְהֹוָה) szó és kiejtés egy nyelvészeti furcsaság, mely egy helytelen értelmezés és olvasat eredményeként jött létre a 16. század elején, mivel a kor keresztény héber grammatikusai még nem voltak teljes mértékben tisztában a héber olvasatok rendszerével. (Az első keresztény héber nyelvtan Johannes Reuchlin 1526-ban megjelent De rudimentis hebraici című munkája volt.) A szó 1520-ig nem volt ismert, ekkor vezette be Galatinus, amit azonnal meg is támadtak nyelvészeti, valamint történeti-teológiai alapokon.
A héber bibliaszöveg hagyományozási tradíciójának egyik alapja, hogy a szövegben szereplő valamennyi szó kap pontokat. A szövegben vannak olyan szavak, melyeknek más az olvasatuk (qeré), mint ahogyan le vannak írva (ketív). Ezekben az esetekben az olvasandó szó magánhangzói (pontjai) kerülnek a szövegbe írt „helytelen” alak alá, míg a szó „helyes” írott alakja a margón szerepel. Ekkor a szövegben a szó alatt található magánhangzókat és a margón szereplő mássalhangzós alakot kell összeolvasni – ez lesz a helyes olvasat. (Másként: a javítás a szövegben lévő helytelennek tartott alak megváltoztatása nélkül úgy történt, hogy a helyes szót megbontották: mássalhangzói kerültek a lapszélre, magánhangzói a rontott alak alá. A szövegben eredetileg található szónak tehát nincsenek meg a magánhangzói. Az így kapott – immár kipontozott – szövegbeli alak neve scriptio mixta vagyis kevert írás és egybeolvasása súlyos hiba. (Legegyszerűbben onnan ismerhetőek fel, hogy a héber olvasás szabályi szerint kiolvashatatlanok, de a szövegben lévő szó felett mindig ott áll a lapszéli jegyzetre utaló circellus masoreticus, a maszoretikus köröcske is: ° .)
E jelenséget a héber nyelvészet כְּתִיב קְרֵי ketív qeré-nek nevezi – körülbelüli fordítása: írva van [de] olvasd [másként]. E ketív-qerékből rengeteg van, túlnyomó részük egyszerű helyesírási variációkat (pl. י j / ו w variációkat) tartalmaz.
Azoknál a szavaknál azonban, amelyek tömegesen fordulnak elő, az olvasandó szó magánhangzói ugyan továbbra is bekerülnek a szövegben lévő szó alá, a lapszélre azonban a helyes mássalhangzós alakok már nincsenek kiírva, mivel úgy vétetik, hogy azokat mindenki tudja. Ennek neve qeré perpetuum – állandó qeré, állandó olvasat. Ilyen szó Jeruzsálem héber neve, a hí ő nőnemű személyes névmás a Tórában és még néhány más szó, és ide tartozik az istennév is.
- A zsidóságban a יהוה jhvh-t tiszteleti okokból (és a harmadik parancsolat értelmében) nem ejtették, azt csak az engesztelés napja alkalmával mondhatta ki a főpap a Szentek Szentjében. Helyette az אָדוֹן ádón úr szóból képzett אֲדֹנָי ʾădōnāy: Adonáj Úr, Uram, Urunk szót ejtették. (Mindig hosszú á-val, a rövid ă-s forma אֲדֹנַי ʾădōnăy: adonaj a szó egyes szám 1. személyű י ַ- -ăj enyém birtokraggal ellátott alakja, jelentése uram és mindig emberre vonatkozik. Az Adonáj vagy ennek pauzális (pluszhangsúlyos) alakja, vagy egy külön tiszteleti י ָ- áj raggal van ellátva, de ebben az irodalom nem egységes.)
- Az אֲדֹנָי Adonáj magánhangzói ְ ֹ ָ ə-ó-á tehát bekerülnek a יהוה jhvh alá (az ֲ „ă” nem más, mint a svá („ə”) ְ álef alatti formája): így jön létre a kevert írású יְהֹוָה yəhōwāh alak, aminek téves egybeolvasása eredményezi a Jehova szót.
- A zsidóságban az istennév szentsége már korábban áttevődött az Adonáj-ra is, így jelenleg többnyire a הַשֵּׁם hassém, modern kiejtéssel: ha-Sém a Név szót ejtik helyette.
- A kereszténység is az Adonájt vette át. A görög Septuaginta fordításában helyén a κυριος küriosz (görögül: Úr) szót találjuk, a latin Vulgátában pedig az ugyancsak Úr jelentésű Dominus-t.

A Jehova ejtéssel további probléma, hogy a szó így héberül megfejthetelen lesz, illetve értelmetlen (sőt bizonyos értelemben blaszfémikus) jelentést ad ki, alakilag ugyanis egy fordíthatatlan nőnemű(!) qal particípium passzívum lesz. Ugyancsak probléma, hogy míg ezt az alakot kiemelték, addig az alább következőt nem.

### Pontozás 3: Elohím
Ha a יהוה JHVH mellett a szövegben már az אֲדֹנָי Adonáj is megtalálható, az Adonáj Adonáj olvasatot elkerülendő, az Istennév az אֱלֹהִים Elohím Isten szó magánhangzóit kapja meg, s kiejtése is ez lesz.
- יְהֹוִה / יְהוִה yəhōwih, ejtsd: Elohím (soha nem olvassuk Jehovi-nak)
- Az יְהוִה אֲדֹנָי tehát Adonáj Elohím Úr Isten / Örökkévaló Isten

### Pontozás 4: Egyéb kiejtések
A tudományos és teológiai irodalomban szereplő egyéb kiejtések (pl. Yahuweh) nagyrészt megalapozatlan nyelvészeti gondolatkísérleteknek tekinthetők.

### Származékai

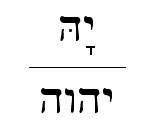
Felül a Jáh

- Önálló alakja a יָה Já vagy יָהּ Jáh (הַלְלוּ־יה haləlú-já hallelúja, dicsérjétek Já-t).
- Nevek elő- és utótagjaként:
  - -יְהֹ / -יְהוֹ jəhó- (יְהֹאָסָף Jehoászáf)
  - ritkán csah -יְ jə-
  - יָה- -já (יִרְמְיָה Jirməjá Jeremiás)
  - יָהוּ- -jáhú (זְכַרְיָהוּ Zəcharjáhú Zakariás)

### Írásmód és kiejtés
A h-val írt Jahveh és Jehovah alak angolszász területen honos átírási szokás, magyarul azonban mindkét alak helytelen, csak a h nélküli Jahve és Jehova a helyes. Ennek oka, hogy a szó végi h a héberben nem mássalhangzó, hanem magánhangzót (itt e-t, illetve á-t) jelölő betű. Egyetlen kivétel van, amikor a h-ban pont áll (הּ), ennek kiejtése valóban h. Így tehát a יָהּ Jáh, a יָה azonban csak Já.

## Előfordulása a Biblia könyveiben
A tetragrammaton először az 1Mózes 2:4-ben jelenik meg. Azok a könyvek, amelyekben nem szerepel: Eszter könyve, a Prédikátor könyve és az Énekek éneke.
A következő grafikon a tetragrammaton előfordulásának abszolút számát mutatja (összesen 6828) a Biblia könyveinek maszoréta szövegében: 

## Összehasonlítás
| Fejezet és vers | Maszoréta szöveg | Átírás  | Forrás | Magyarázat |
| --------------- | ---------------- | ------- | ------ | --- |
| 1Mózes 2:4      | יְהוָה             | Yǝhwāh  | [ 10 ] | Ez a Tetragrammaton első előfordulása a héber Bibliában, és a maszoréta szövegben használt magánhangzók leggyakoribb csoportját mutatja. |
| 1Mózes 3:14     | יְהֹוָה             | Yǝhōwāh | [ 11 ] | Ez egy olyan magánhangzókészlet, amelyet ritkán használnak a maszoréta szövegben.                                                        |
| Bírák 16:28     | יֱהֹוִה             | Yĕhōwih | [ 12 ] | |
| 1Móz 15:2       | יֱהוִה             | Yĕhwih  | [ 13 ] | Csakúgy, mint fent, ez is az Elohim magánhangzóit használja, de a második változathoz hasonlóan az elsőn a pont (hólem) kimarad          |
| 1Királyok 2:26  | יְהֹוִה             | Yǝhōwih | [ 14 ] | Itt a pont (hólem) az elsőn van jelen |
| Ezékiel 24:24   | יְהוִה             | Yǝhwih  | [ 15 ] | |

## Eredet

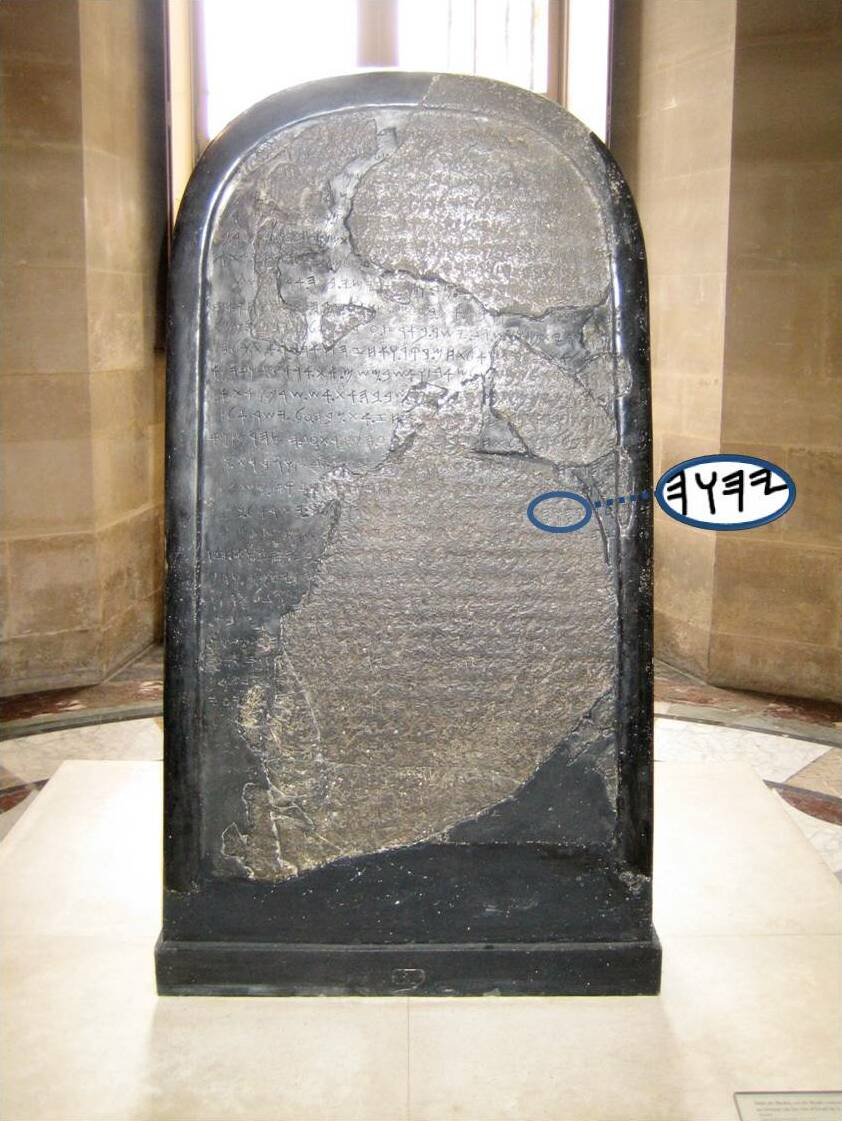
Az ókori moábita Mésa-sztélé a névvel: „onnan elvittem JHVH edényeit (vagy [oltárát])..”

A szó (Szentíráson kívüli) legelső ismert előfordulása a héberrel nagyon közeli rokonságban lévő moábi nyelvű Mésa-sztélén található (i. e. 9. század)
- „Elvittem JHVH eszközeit (edényeit) és Kámós elébe adtam”

Az Istennek adott név társítható: 
1. Sínai hegyhez[16]
2. az Egyiptomból való kivonuláshoz[17] és
3. Mózes elhívatásához[18]

## Néhány közkeletű tévedés
- A Tetragrammaton több szóból van összetéve.
- A Tetragrammaton azt jelenti: Ő volt, Ő van, Ő lesz.